# Naturschutzgebiet Kleine Wiesen – An den Horsten bei Kahla

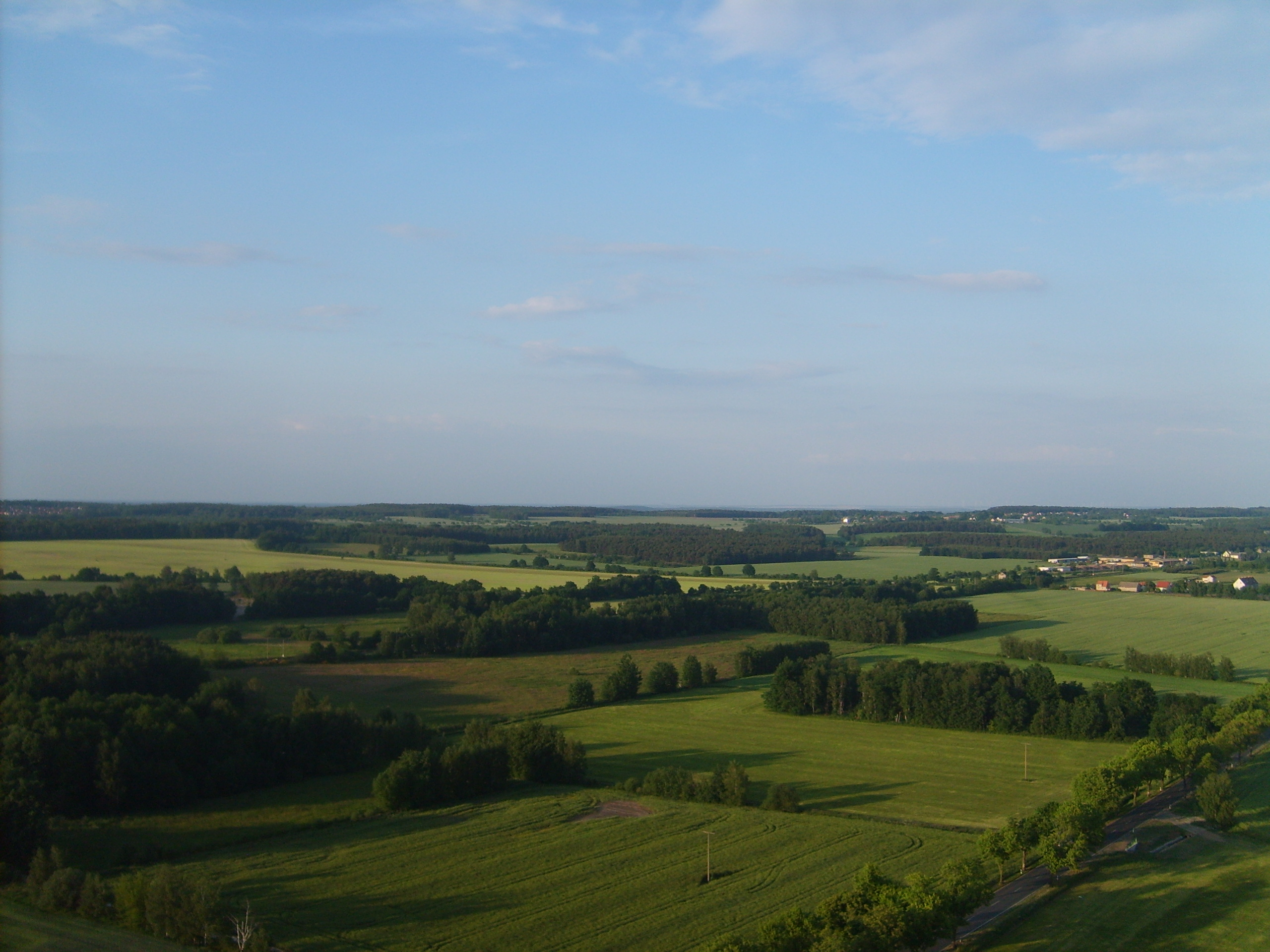
Das Naturschutzgebiet aus der Luft betrachtet

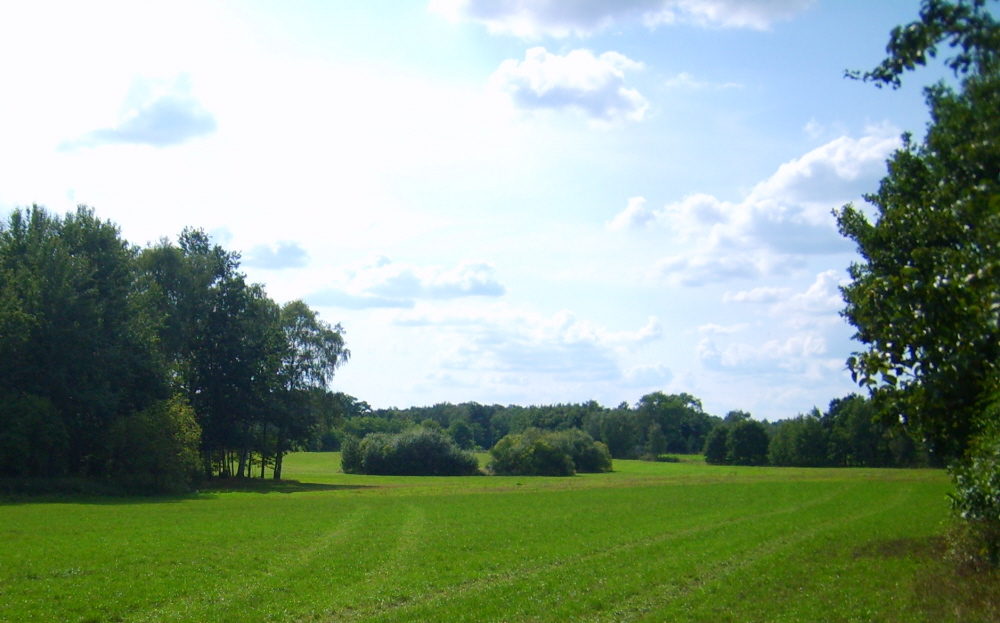
Naturschutzgebiet „Kleine Wiesen“

Das Naturschutzgebiet Kleine Wiesen – An den Horsten bei Kahla  befindet sich im Landkreis Elbe-Elster in Brandenburg.
Das Naturschutzgebiet liegt zu beiden Seiten der Bahnstrecke Węgliniec–Falkenberg/Elster etwa einen Kilometer nordwestlich von Kahla im Naturpark Niederlausitzer Heidelandschaft, der eine Größe von 484 km² umfasst. Mit einer Fläche von 21 ha ist es das erste vom Landkreis Elbe-Elster selbst ausgewiesene Schutzgebiet. Das Gebiet ist an der westlichen Grenze des Schradens, eines 15.000 Hektar großen Niederungsgebiets im Breslau-Magdeburger Urstromtal gelegen und befindet sich dort auf einem pleistozänen Talsandflächenrand am Übergang der Elster-Niederung zur nördlich angrenzenden Hochfläche der während der Saalekaltzeit entstandenen Hohenleipisch-Plessaer Endmoräne. Es beinhaltet unter anderem einen in dieser Ausprägung selten gewordenen Feuchtwiesenkomplex mit Quellbereichen und Orchideenvorkommen.
Bereits seit 1980 gab es durch ehrenamtliche Naturschutz-Mitarbeiter Bestrebungen zur Unterschutzstellung der Wiesen, die immer wieder in ehrenamtlicher Tätigkeit durch Handmahd und Entbuschen vor einer Wiederbewaldung bewahrt wurden. Die Pflege der Kernzonen erfolgt gegenwärtig über Vertragsnaturschutz in Regie der Naturparkverwaltung. Das Herzstück, welches ungefähr ein Viertel des Schutzgebietes ausmacht, hat der Landkreis Elbe-Elster als Eigentum erworben.

## Schutzzweck
Der Schutzzweck besteht in der Erhaltung und Entwicklung des Gebietes als Teil einer besonders reich strukturierten Frisch- und Feuchtwiesenlandschaft sowie als Rückzugsgebiet der ursprünglichen Pflanzengesellschaften dieser Wiesen.
Es dient in seiner Funktion als Lebensraum, Trittsteinbiotop und Wiederausbreitungszentrum geschützter oder in ihrem Bestand bedrohter Pflanzen- und Tierartengemeinschaften der extensiven Graslandgesellschaften.

## Die Fauna

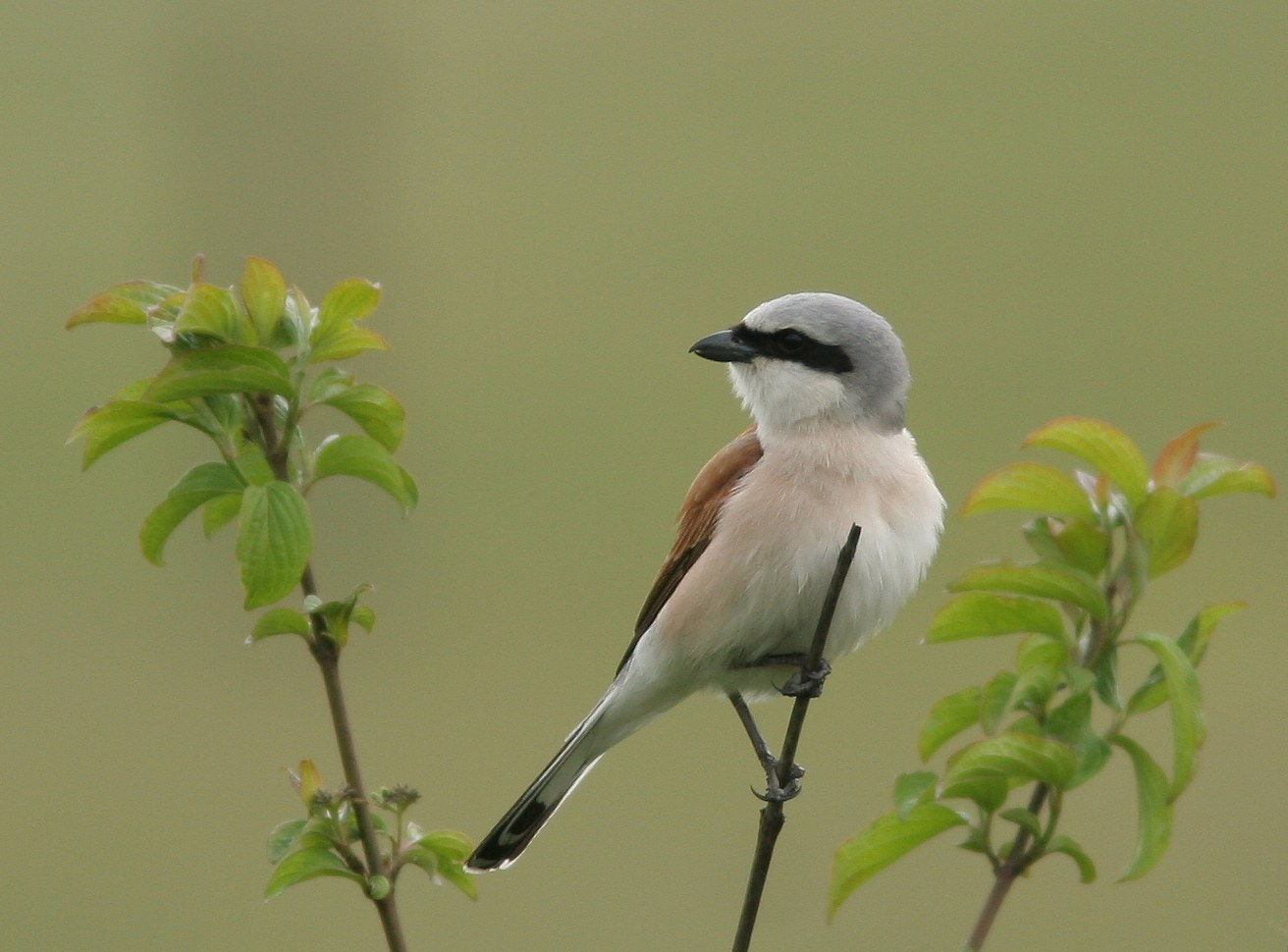
Neuntöter (Lanius collurio)

29 Brutvogelarten konnten im Naturschutzgebiet nachgewiesen werden. Größere Vorkommen gibt es hier vom ca. 16–18 cm großen Neuntöter, welcher sich auf der vom International Union for Conservation of Nature and Natural Resources (IUCN) herausgegebenen Roten Liste gefährdeter Tier- und Pflanzenarten befindet und das im Gebiet vorkommende Gelände als Lebensraum bevorzugt.
Außerdem gibt es eine artenreiche Heuschrecken-, Käfer- und Tagfalterfauna, darunter stark gefährdeten Arten wie die Kleinen Goldschrecke, Hirschkäfer und des Gemeinen Scheckenfalters. Größere Vorkommen gibt es weiterhin vom zur Art der Braunfrösche zählenden Moorfrosch.
Eine weitere gefährdete Tierart im Naturschutzgebiet ist das Grünwidderchen. Dieser Schmetterling gehört zur Familie der Widderchen und fliegt je nach klimatischen Verhältnissen zwischen Mai und August aus. Die Falter erreichen eine Flügelspannweite von 20 bis 25 Millimetern und haben nach dem Schlüpfen schwarzblaue oder blaugrüne Vorderflügel.
Im Juni 2017 konnte im Naturschutzgebiet der Trauer-Rosenkäfer nachgewiesen werden.

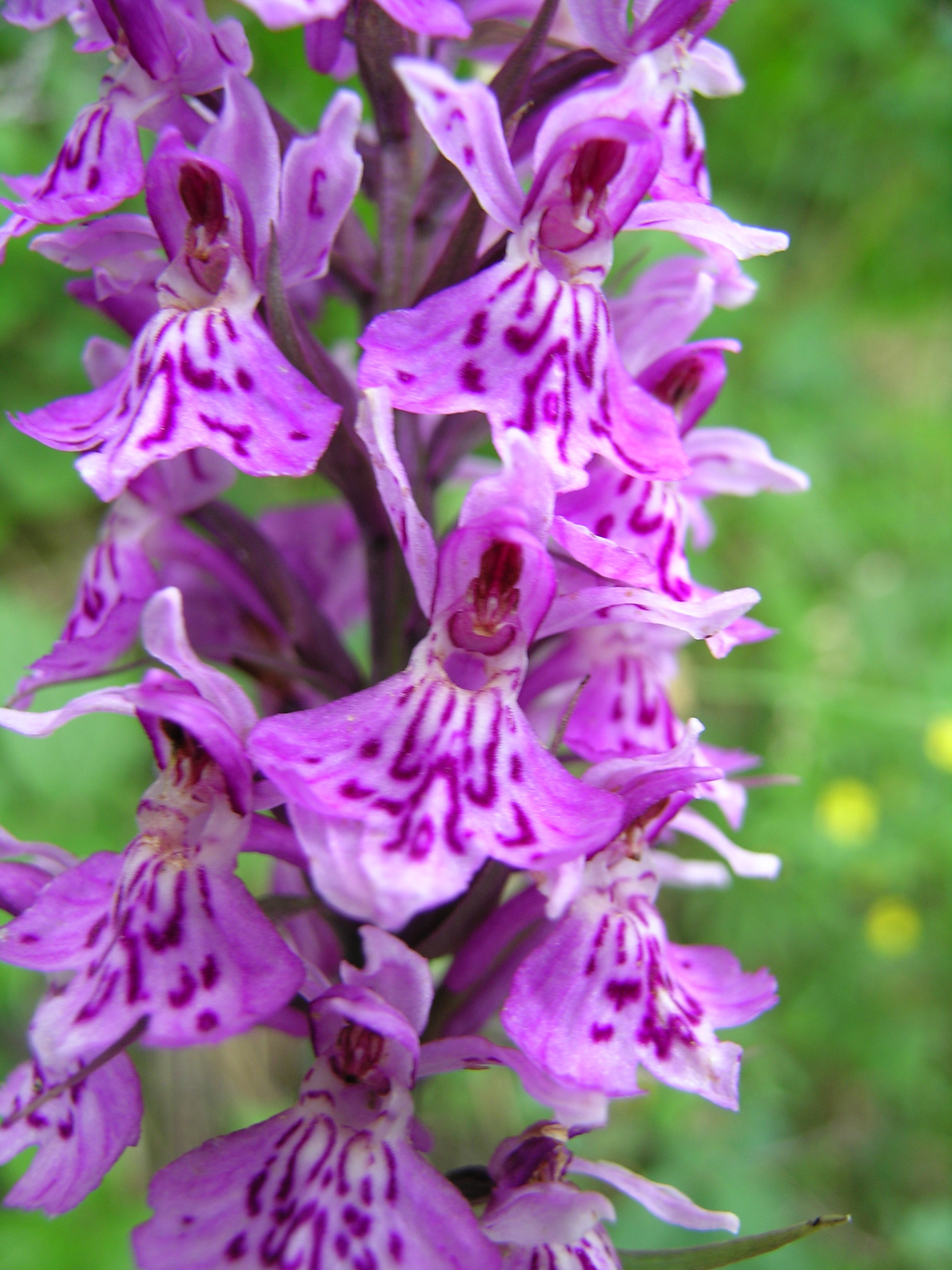
Geflecktes Knabenkraut (Dactylorhiza maculata)

## Flora
Das Naturschutzgebiet ist durch den kleinräumigen Wechsel von verschiedenen feuchten Grünlandbereichen, Erlenbruchwäldern, Laubholzwald und -gebüschen geprägt. Die Basis des Schutzgebietes bilden die Vorkommen typischer Charakterarten der Biotope feuchter nährstoffarmer Grünlandstandorte. Vorkommen gibt es unter anderem vom Zittergras, dem Kleinen Klappertopf, dem Teufelsabbiss, der Kuckuckslichtnelke, der Sumpf-Schafgarbe, dem Lungen-Enzian, Gefleckten Knabenkraut und der Kümmel-Silge. Sein Erhalt ist durch eine schonende Landschaftspflege, die Verbesserung des Gebietswasserhaushaltes sowie das Fernhalten von Stoffeinträgen zu sichern.